# Ryszard Janusz Baj
Ryszard Janusz Baj (ur. 1947, zm. 20 kwietnia 2017) – polski działacz samorządowy i dziennikarz. 

## Życiorys
Jako dziennikarz był pracownikiem między innymi „Słowa Powszechnego”, „Zielonego Sztandaru” (którego w latach 2005-2006 był redaktorem naczelnym) oraz „Rzeczpospolitej”. W 1990 bezskutecznie ubiegał się o urząd burmistrza Góry Kalwarii. W 1994 założył gazetę lokalną „Nad Wisłą”, której był również redaktorem naczelnym. W latach 1998–2002 sprawował urząd burmistrza Góry Kalwarii.
Zmarł na atak serca 20 kwietnia 2017. 24 kwietnia po mszy w Kościele Niepokalanego Poczęcia Najświętszej Maryi Panny został pochowany na cmentarzu katolickim w Górze Kalwarii.